# Бас-Кото
Бас-Кото̀ (на френски: Basse-Kotto) е една от 14-те административни префектури на Централноафриканската република. Разположена е в южната част на страната и граничи с Демократична република Конго. Площта на префектурата е 17 604 км², а населението е около 204 000 души (2003). Гъстотата на населението в Бас-Кото е около 12 души/км². Столица на префектурата е град Мобайе.